# Narodowe Koło Parlamentarne
Narodowe Koło Parlamentarne (NKP) – koło parlamentarne w Sejmie V kadencji i Senacie VI kadencji skupiające byłych posłów Ligi Polskich Rodzin, działające od 13 maja do 22 września 2006.
W skład NKP w Sejmie weszli posłowie partii Forum Polskie (którzy znaleźli się poza LPR już na początku kadencji, w październiku 2005) Zygmunt Wrzodak i Marian Daszyk, a także posłowie, którzy odeszli z LPR w kwietniu 2006: Bogusław Kowalski, Gabriela Masłowska, Anna Sobecka, Andrzej Mańka i Robert Strąk. Dwaj ostatni jednak po kilkunastu dniach powrócili do LPR. W Senacie NKP tworzyli Adam Biela, Waldemar Kraska i początkowo także Mieczysław Maziarz, który został potem senatorem niezrzeszonym.
NKP było powiązane z kierowanym przez Bogusława Kowalskiego Ruchem Samorządowym. Weszło w skład koalicji rządzącej z Prawem i Sprawiedliwością, która została zawiązana 27 kwietnia 2006 (wkrótce dołączyły do niej Samoobrona RP i LPR). Lider NKP, Bogusław Kowalski, został 23 maja 2006 wiceministrem transportu w rządzie Kazimierza Marcinkiewicza, pozostał nim również w rządzie Jarosława Kaczyńskiego.
22 września 2006 NKP weszło w skład Klubu Parlamentarnego Ruch Ludowo-Narodowy (w którym większość stanowili byli posłowie Samoobrony RP). Po jego rozpadzie dawni posłowie i senator NKP związani z Ruchem Samorządowym współtworzyli w 2007 partię RLN (po czterech latach przeszli z niej do PiS), posłowie rozwiązanego wcześniej Forum Polskiego założyli partię Narodowy Kongres Polski (istniejącą w latach 2007–2010), a senatorowie Adam Biela i Mieczysław Maziarz przystąpili w 2007 do Prawicy Rzeczypospolitej.